# Província de Còrdova
|  | Pel que fa a la província argentina, vegeu Província de Córdoba (Argentina) |

Còrdova (en castellà i oficialment, Córdoba) és una província de la comunitat autònoma d'Andalusia, a la part de l'Andalusia Occidental. Limita al nord amb Extremadura (Badajoz i Castella - la Manxa (Ciudad Real, a l'oest amb les províncies de Sevilla i Granada, al sud amb la província de Màlaga i a l'est amb la província de Jaén. La seua capital i ciutat més poblada és la ciutat de Còrdova. Altres ciutats importants inclouen Lucena, Puente Genil, Baena, Priego de Córdoba o Cabra entre d'altres.
Té una població de 784.376 habitants (2005) en una superfície de 13.769 km². El 40% viu a la capital, i la seua densitat demogràfica és de 57,16 hab/km². El clima és mediterrani continental amb unes temperatures que a la capital oscil·len entre els 9,2º al gener i els 27,2º al juliol i a l'agost, amb màximes que de vegades superen els 40º (46,6º el 23 de juliol de 1995, 46,2º l'1 d'agost de 2003). Les precipitacions a la capital són de 536 mm. a l'any i es concentren d'octubre a abril.